# Дайкунди
Дайкунди е провинция в централен Афганистан с площ 8088 km² и население 399 600 души (2006). Административен център е град Нили.

## Административно деление
Провинцията се поделя на 8 общини.